# Джесап, Томас Сидни
Томас Сидни Джесап (англ. Thomas Sidney Jesup; 16 декабря 1788 — 10 июня 1860) — американский кадровый военный, прослуживший в армии 52 года и известный как основатель Квартирмейстерского корпуса США. Джесап участвовал в Англо-американской войне, командовал всеми армиями во Флориде в годы Второй семинольской войны, и служил квартирмейстером армии до своей смерти в 1860 году.